# 横滨市
35°26′39″N 139°38′17″E / 35.44417°N 139.63806°E
橫濱市（日语：／ Yokohama shi */?）是位於日本神奈川縣東部的都市，為神奈川縣縣治及最大都市，也是政令指定都市之一，轄有18個區。全市人口達377萬，是日本人口最多的二級行政區，聚集神奈川縣內超過40%的人口；若以人口集中地區的面積和人口來看，則是次於東京（東京都區部）的日本第二大都市。
橫濱市一帶自鎌倉時代開始得到開發。六浦湊（現金澤區六浦）是缺乏大型港口的鎌倉幕府的海上門戶。在江戶時代，由於橫濱臨近幕府所在地江戶（今東京），因此大多數土地都是幕府直轄領地和旗本領地。藩的領地只有小規模的六浦藩（現金澤區）。江戶時代時，神奈川湊（現神奈川區神奈川）是江戶內海（現東京灣）交通的要衝。江戶時代末期，神奈川在美日修好通商條約中被定為開港地，但實際上大多數港灣設施修建在神奈川湊對岸的橫濱村。橫濱港於1859年（安政6年）7月1日開港後，迅速做為生絲貿易港、商業港、客運港、工業港得到發展，在短時間內就具有了國際港的規模，有「金港」之稱，也讓橫濱發展成為日本具代表性的港埠都市。1889年4月1日，橫濱正式設市，1956年成為政令指定都市，1988年被指定為業務核都市。
橫濱市的核心都市機能集中在中區和西區：前者是橫濱開港後最初得到開發的地區；後者以橫濱車站為中心，是橫濱市的交通及商業中心:307。橫濱市其它各區以住宅區為主，北部各區有著強烈的東京睡城色彩。衛星都市特徵亦使得橫濱市在白天的人口顯著少於夜間人口。現在橫濱市積極開發港未來等都市更新地區，以強化都市自立性。

## 地理

### 地形
橫濱市位於神奈川縣東部，市轄區範圍東起東經139度43分31秒（鶴見區扇島），西至東經139度27分52秒（瀨谷區目黑町），北起北緯35度35分33秒（青葉區美丘西），南至北緯35度18分44秒（金澤區六浦南）。東面東京灣，北鄰川崎市，西鄰大和市、藤澤市、東京都町田市，南鄰鎌倉市、逗子市、横須賀市。橫濱市轄區面積佔神奈川縣的約18%，是神奈川縣面積最大的自治體。
橫濱市轄區的地形分為丘陵、台地、河階、低地、填海地。丘陵主要分佈在市轄區的偏西部，縱貫市轄區南北。丘陵地區以流經保土谷區、旭區的帷子川附近為界，南北性質不同。北側的丘陵位於多摩丘陵南端，標高自南向北逐漸變高，由60米增加到100米。南側的丘陵則是南起三浦半島的三浦丘陵的北端部分，標高自北向南從80米增加到160米。南側的丘陵起伏明顯，標高也較高。市內最高點位於榮區上鄉町，標高159.4米。市內主要山峰大丸山（標高156.8米）和圓海山（標高153.3米）也位於南側的丘陵。台地和河階部分則位於丘陵兩側。東側的台地名為下末吉台地，標高約40米至60米，延續到鶴見川附近。瀨谷區、泉區、戶塚區西側的台地則是相模野台地的東端，標高30米至70米，自北向南逐漸變低。台地在本牧附近伸入海中，其南側被稱為根岸灣。就土地利用情況來看，橫濱市超過半數的土地被作為宅地使用。
橫濱市的低地可分為由河流侵蝕形成的丘陵和台地而形成的谷底低地和沿岸的海岸低地。谷底低地分佈在鶴見川沿岸地區，是平坦的三角洲性低地。橫濱市海岸線幾乎完全人工化。金澤區的小海灣平潟灣是鎌倉幕府在江戶灣的玄關，可謂天然良港。橫濱市的島嶼有金澤區的野島（扇島和八景島是人工島），野島海岸是橫濱唯一的自然海岸。橫濱市的沿海地區屬於京濱工業地帶，土地大多都是通過填海得來，擁有較多鋼鐵業和化學工業等大規模工廠和火力發電廠。靠近內陸的地區則有較多零件和食品等中小規模企業。

### 都市規劃
橫濱市轄區面積較大，各轄區的都市機能特徵亦有不同。橫濱市政府定義的横濱都心包括自橫濱站經港未來至關內・關外的地區。關內地區（中區關內站及櫻木町站附近）集中了橫濱市役所、神奈川縣廳舍等橫濱市政和神奈川縣政的中心設施，是橫濱在開港之後最初得到開發的地區；橫濱站附近地區聚集了眾多大型購物及飲食娛樂設施，是橫濱市最大的商業中心；兩者之間相距約3公里。1980年代中期後，橫濱市政府注力開發位於兩地之間的港未來地區，使橫濱站和關內這兩大都心連為一體。港未來地區在1980年代之前是三菱重工的橫濱造船所，其大規模都市更新開始於1983年。在聚集眾多企業和商業設施的同時，亦兼具居住和觀光機能，已發展成為多功能的橫濱新都心:346-347。除了港未來地區之外，橫濱市政府亦積極進行橫濱市中心的沿海地區、東神奈川沿海地區等地的長期都市更新計劃。新橫濱都心包括城鄉地區（小机站附近地區）、羽澤地區（羽澤橫濱國大站附近地區）、新羽地区（新羽、北新橫濱站附近地區）、新橫濱地區（新橫濱站附近地區），是橫濱市政府規劃的另一都心。
除了上述兩大都心地區之外，鶴見站附近地區、港北新城、二俁川站及鶴峰站附近地區、戶塚站附近地區、上大岡站附近地區是橫濱市規劃的主要生活據點。這其中港北新城之外的各地區的都是以JR東海道線、横濱線、京急本線、相鐵本線的車站為中心的自古就得到發展的市區。港北新城則是1965年制定的橫濱市六大事業之一，是一座新市鎮。自市中心到各主要生活據點之間預計將由横濱市營地下鐵和以横濱環狀道路為核心的汽車專用道路連接。由於首都圈的人口增加導致的城市蔓延現象，橫濱市其他郊區也有零散建成區分佈。以多摩田園都市為首的市區西北部因作為東京都心的睡城得到開發，鐵道網也是以自東京出發的放射線為軸，通勤通學至東京都心的人口較多。

### 氣候
橫濱市位於本州近中央處的太平洋沿岸，在柯本氣候分類法中屬於副熱帶濕潤氣候。橫濱市氣溫年溫差較大，四季分明。但一日之內的溫差較小，全年氣候較為溫和。橫濱市在梅雨、秋雨和颱風時期降水量較多。夏季和名古屋市以西的都市相比較為涼爽，冬季則多晴天。積雪大多一年只有約一次，但量（10厘米以上）較多。橫濱市年平均降水量為1730.8毫米，平均降水量最多的月份是9月（241.5毫米），最少的月份是1月及2月（64.7毫米）。年平均氣溫是16.2℃。月平均氣溫最高月份是8月（27.0℃），最低月份是1月（6.1℃）。年平均相對濕度是67%，月平均相對濕度最高月份是6月和7月（78%），最低是1月（53%）。年平均風速是3.5m/s，最快月份是3月及4月的3.9 m/s，最慢月份是6月的3.2 m/s。全年大多數時間以北風較多，但6月至8月以西南風較多。年平均合計日照時間是2018.3小時，最多月份是8月的206.4小時、最少月份是10月的137.3小時。年平均降雪日數17.7日（包含霰、霜及冰雹）、霧日4.0日、打雷日數則有13.8日。
橫濱地方氣象台觀測史上最高氣溫是2016年8月9日的37.4℃，最低氣溫是1927年1月24日的−8.2℃。日降水量最多的一天是1958年9月26日的287.2毫米，年降水量最多的年份是1941年的2535.2毫米。橫濱的初雪和初霜的平均日期都是12月15日。櫻花（染井吉野櫻）的平均開花日期是3月25日，滿開日是4月1日。
| 橫濱市（橫濱地方氣象台）                                | 橫濱市（橫濱地方氣象台） | 橫濱市（橫濱地方氣象台） | 橫濱市（橫濱地方氣象台） | 橫濱市（橫濱地方氣象台） | 橫濱市（橫濱地方氣象台） | 橫濱市（橫濱地方氣象台） | 橫濱市（橫濱地方氣象台） | 橫濱市（橫濱地方氣象台） | 橫濱市（橫濱地方氣象台） | 橫濱市（橫濱地方氣象台） | 橫濱市（橫濱地方氣象台） | 橫濱市（橫濱地方氣象台） | 橫濱市（橫濱地方氣象台） |
| 月份                                                    | 1月                      | 2月                      | 3月                      | 4月                      | 5月                      | 6月                      | 7月                      | 8月                      | 9月                      | 10月                     | 11月                     | 12月                     | 全年                     |
| ------------------------------------------------------- | ------------------------ | ------------------------ | ------------------------ | ------------------------ | ------------------------ | ------------------------ | ------------------------ | ------------------------ | ------------------------ | ------------------------ | ------------------------ | ------------------------ | ------------------------ |
| 历史最高温 °C（°F）                                     | 20.8 (69.4)              | 24.8 (76.6)              | 24.5 (76.1)              | 28.7 (83.7)              | 31.3 (88.3)              | 36.1 (97.0)              | 37.3 (99.1)              | 37.4 (99.3)              | 36.2 (97.2)              | 32.4 (90.3)              | 26.2 (79.2)              | 23.7 (74.7)              | 37.4 (99.3)              |
| 平均高温 °C（°F）                                       | 10.2 (50.4)              | 10.8 (51.4)              | 14.0 (57.2)              | 18.9 (66.0)              | 23.1 (73.6)              | 25.5 (77.9)              | 29.4 (84.9)              | 31.0 (87.8)              | 27.3 (81.1)              | 22.0 (71.6)              | 17.1 (62.8)              | 12.5 (54.5)              | 20.2 (68.4)              |
| 日均气温 °C（°F）                                       | 6.1 (43.0)               | 6.7 (44.1)               | 9.7 (49.5)               | 14.5 (58.1)              | 18.8 (65.8)              | 21.8 (71.2)              | 25.6 (78.1)              | 27.0 (80.6)              | 23.7 (74.7)              | 18.5 (65.3)              | 13.4 (56.1)              | 8.7 (47.7)               | 16.2 (61.2)              |
| 平均低温 °C（°F）                                       | 2.7 (36.9)               | 3.1 (37.6)               | 6.0 (42.8)               | 10.7 (51.3)              | 15.5 (59.9)              | 19.1 (66.4)              | 22.9 (73.2)              | 24.3 (75.7)              | 21.0 (69.8)              | 15.7 (60.3)              | 10.1 (50.2)              | 5.2 (41.4)               | 13.0 (55.4)              |
| 历史最低温 °C（°F）                                     | −8.2 (17.2)              | −6.8 (19.8)              | −4.6 (23.7)              | −0.5 (31.1)              | 3.6 (38.5)               | 9.2 (48.6)               | 13.3 (55.9)              | 15.5 (59.9)              | 11.2 (52.2)              | 2.2 (36.0)               | −2.4 (27.7)              | −5.6 (21.9)              | −8.2 (17.2)              |
| 平均降水量 mm（）                                       | 64.7 (2.55)              | 64.7 (2.55)              | 139.5 (5.49)             | 143.1 (5.63)             | 152.6 (6.01)             | 188.8 (7.43)             | 182.5 (7.19)             | 139.0 (5.47)             | 241.5 (9.51)             | 240.4 (9.46)             | 107.6 (4.24)             | 66.4 (2.61)              | 1,730.8 (68.14)          |
| 平均降雪量 cm（）                                       | 4 (1.6)                  | 4 (1.6)                  | 0 (0)                    | 0 (0)                    | 0 (0)                    | 0 (0)                    | 0 (0)                    | 0 (0)                    | 0 (0)                    | 0 (0)                    | 0 (0)                    | 0 (0)                    | 9 (3.5)                  |
| 平均降水天数（≥ 0.5mm）                                 | 5.7                      | 6.3                      | 11.0                     | 10.7                     | 11.1                     | 13.5                     | 12.0                     | 8.8                      | 12.7                     | 12.1                     | 8.6                      | 6.2                      | 118.8                    |
| 平均降雪天数（≥ 1cm）                                   | 0.5                      | 0.7                      | 0.3                      | 0                        | 0                        | 0                        | 0                        | 0                        | 0                        | 0                        | 0                        | 0.1                      | 1.6                      |
| 平均相對濕度（％）                                      | 53                       | 54                       | 60                       | 65                       | 70                       | 78                       | 78                       | 76                       | 76                       | 71                       | 65                       | 57                       | 67                       |
| 月均日照時數                                            | 192.7                    | 167.2                    | 168.8                    | 181.2                    | 187.4                    | 135.9                    | 170.9                    | 206.4                    | 141.2                    | 137.3                    | 151.1                    | 178.1                    | 2,018.3                  |
| 来源：氣象廳 (平均値：1991年-2020年、極値：1896年-現在) |                          |                          |                          |                          |                          |                          |                          |                          |                          |                          |                          |                          |                          |

## 历史

### 古代史

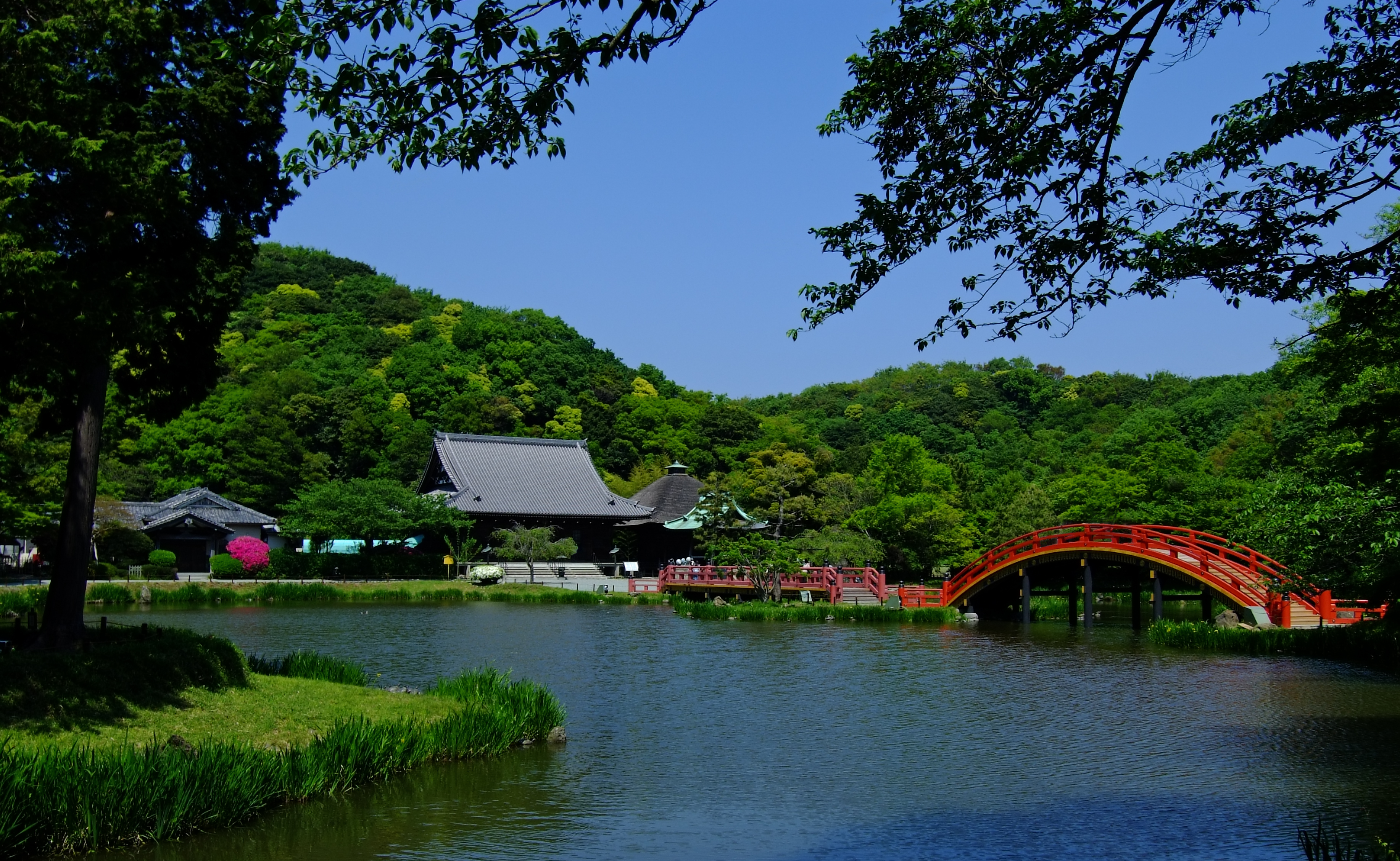
稱名寺庭園

在橫濱市內發現了多處後期舊石器時代的遺跡，都築區的花見山遺跡則發現了眾多繩文時代的遺跡。橫濱市的彌生時代中期之前的遺跡較少，中期之後的遺跡則有都筑區的大塚、歳勝土遺跡等遺跡，發現了帶有方形周溝墓的環濠集落。4世紀中期之後，日本開始出現古墳。青葉區的稻荷前古墳群是這一時代的遺跡。
文獻中最早有關橫濱地區的記錄是在《日本書紀》的安閑天皇元年（534年）部分，記載有武藏國豪族獻上横渟（よこぬ）、橘花（たちばな）、倉樔（くらす）、久良（くらき）四地並將其作為倉庫。至7世紀後期，在今日橫濱市轄區設有武藏國橘樹郡、久良岐郡、都筑郡和相模國鎌倉郡。都筑區的長者原遺跡是8世紀時都筑郡衙的遺跡。橫濱市在奈良時代和平安時代人口繼續增加。在鎌倉幕府成立之後的12世紀，橫濱地區進一步得到開發。鶴見川、柏尾川流域農業得到發展，面向東京灣的六浦湊則成為文化、貿易和產業的中心，因宋日貿易和內灣交易而十分繁榮，是鎌倉的玄關。
在室町時代中期的1442年（嘉吉2年）的一份文獻中，記載平子氏家臣市川季氏和比留間範數向石河寶金剛院（現南區寶生寺）捐獻橫濱村藥師堂免田畠，這是「橫濱」這一名稱首次出現在文獻。橫濱村屬於武藏國久良岐郡，位於神奈川湊對岸，相當於現在的關內地區。17世紀江戶幕府成立之後，東海道宿場神奈川宿、程谷宿、戶塚宿得到發展，其中尤以座擁神奈川湊的神奈川宿是江戶灣內海交通要衝之一。與之相對的是六浦湊則變為觀光地，出現在歌川廣重的金澤八景浮世繪中。直到江戶時代末期，橫濱村都只是一個戶數不足百戶的沙洲上的半農半漁的小村莊。

### 神奈川開港和都市橫濱的誕生及發展

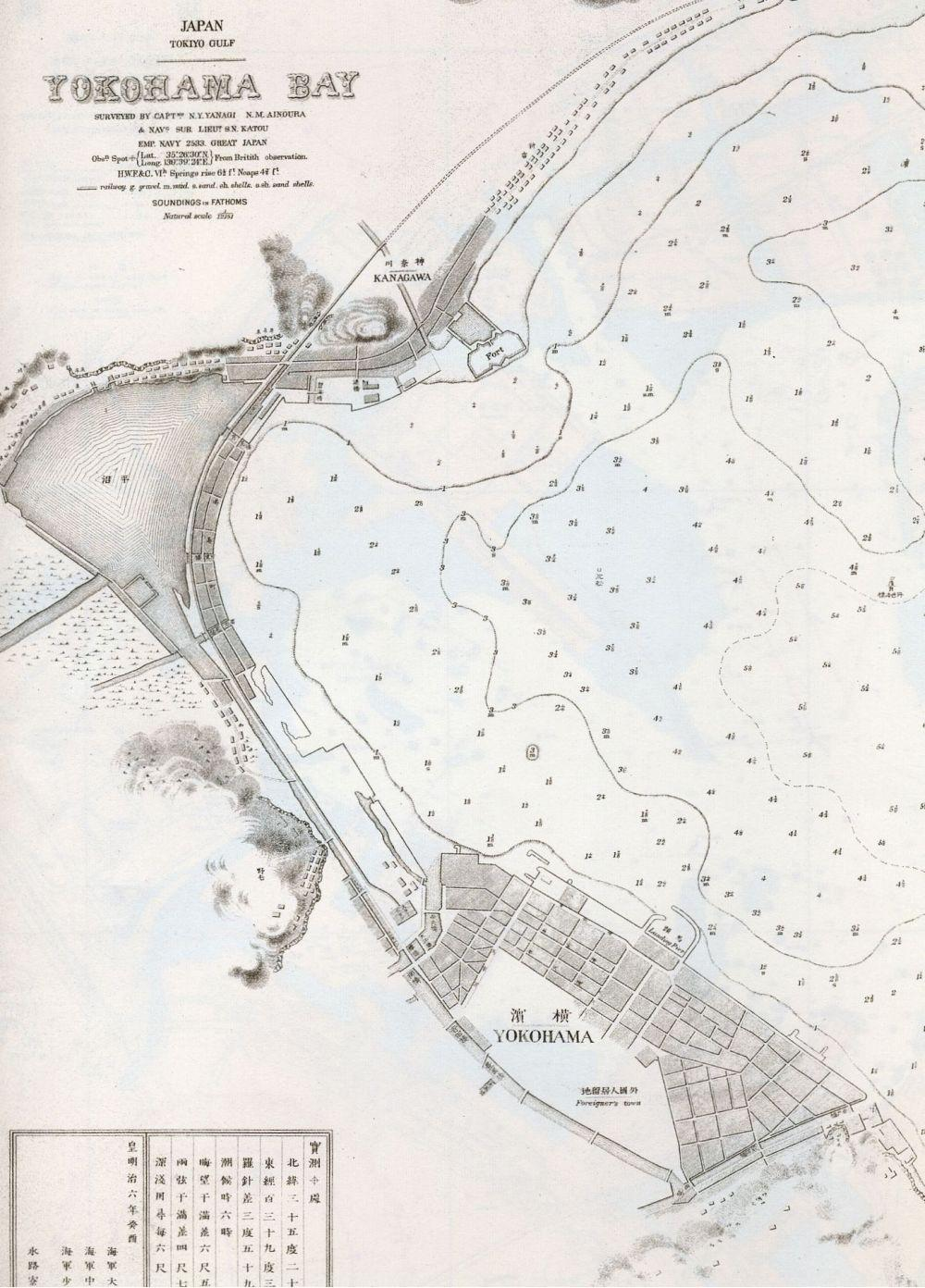
日本海軍水路寮製作的海圖「武藏國横濱灣」（部分）

1853年（嘉永6年），當時和日本並無邦交關係的美國人馬修·培理率黑船來航，改變了橫濱村的命運。美國海軍黑船一行希望將日本港口作為太平洋航路的據點和捕鯨時的供給基地，在六浦藩小柴村海域（現金澤區八景島附近）未獲許可停留兩個月，並在等待幕府的對應之後駛入橫濱海域。之後幕府在橫濱村設立應接所，進行外交交涉。交涉的結果是在1854年（安政元年），兩國在橫濱村簽訂神奈川條約。1858年，兩國在神奈川海域的小柴（現八景島附近）的波瓦坦號上簽訂美日修好通商條約。這一通商條約雖然規定神奈川開港，但卻成為橫濱村都市開發的開始。
幕府為了讓外国人居留地遠離當時已頗為繁榮的神奈川湊，將橫濱村稱為「神奈川在横濱」並設為開港地。横濱村在短時間之內就建立了居留地、碼頭和海關等國際港必備設施。1859年（安政6年），橫濱港正式開港。此後怡和洋行、東藩滙理銀行、香港上海匯豐銀行、德意志銀行等企業陸續進駐橫濱。橫濱村當時是一個三面環溝、一面臨海、四面環水的沙洲。開港之後橫濱村的西部成為外國人居留地，中部是主要商業區，西北部則是日本人居住地。橫濱村和村外之間設有關卡，關內即為關卡內側之意:40。在外國人居住區聚集了各國的外國商館，現在的橫濱中華街則是起源於外國人居留地中的中國人商館。日本人居住區則被命名為橫濱町，分為5個區域，並在1878年改為橫濱區。1889年4月1日，日本實施市制，橫濱市正式誕生，成為日本最初設立的一批市之一，關內地區發展為橫濱市政和商業中心。
開港當時的橫濱港分為東碼頭（英國碼頭）和西碼頭（海關碼頭），東西碼頭因其外形而被稱為「象鼻」，相當於現在的大棧橋橋腳部分。當時橫濱主要出口生絲、茶和海產品，進口絲綢服飾和毛服。橫濱商人在設置縣營水道、橫濱共同電燈會社的設立、商業會議所的設立等事件中貢獻豐富，對橫濱都市基礎的整備和商業發達做出重大貢獻。1872年，新橋至橫濱的鐵路通車，是日本首條鐵路，在新橋和橫濱舉辦了盛大的開業典禮。1909年，橫濱迎來了開港50週年。橫濱市舉辦了盛大的慶祝活動，並發表了由森鷗外作詞的橫濱市歌。同一時期，橫濱市制訂了現在的市徽，由市民捐款建設的開港紀念橫濱會館（現橫濱市開港紀念會館）。進入大正時代之後，橫濱市進行鶴見川河口開始填海工程，京濱工業地帶開始形成，橫濱港開始具有工業港色彩。

### 地震和戰爭、接收的時代

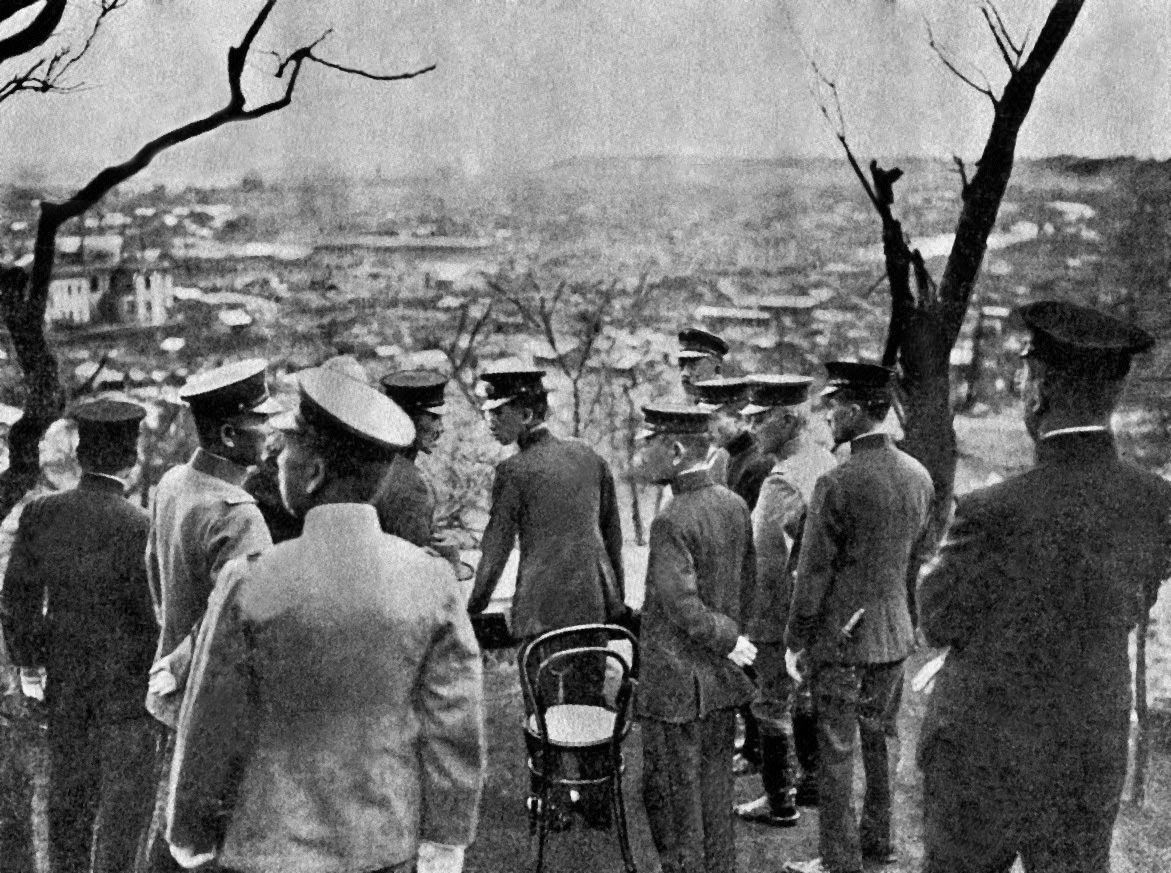
攝政宮（之後的昭和天皇）在關東大地震之後視察橫濱

在1923年9月1日的關東大地震中，由於橫濱比起東京更接近震央，加上這次地震是直下型地震，橫濱市內受災嚴重，大量建築倒塌毀壞。橫濱的港口和對外貿易都市機能也完全癱瘓。在重建過程中，橫濱市進行了擴寬日本大通、興建山下公園、興建横濱三塔中的神奈川縣廳舍（國王塔）和横濱海關大樓（女王塔）等工程。1929年時，橫濱市宣告完成震災復興事業，而地震後的重建也成為橫濱市調整都市計劃和設立眾多公園的契機。
進入昭和時代之後，橫濱市在1926年4月進行了第三次市轄區擴張，並在同年10月實施區制。1930年前後時，橫濱港是太平洋航路的乘船地，包括現在停泊在山下公園的冰川丸在內的豪華客輪相繼就航橫濱港。這一時期的橫濱港已開始從生絲貿易港變為工業港。1942年，機械、金屬製品和鋼鐵取代生絲，成為橫濱港主要進出口貿易產品。這一傾向在經過第二次世界大戰中的軍需生產期和戰後的高速經濟成長期之後更加明顯。
在第二次世界大戰末期1945年5月29日的横濱大空襲中，磯子區至鶴見區的沿岸地區和中區至西區的中心市區幾近燒毀，3,787人遇難、313,144人受災。同年8月日本投降之後，盟軍進駐並接收橫濱市中心地區和橫濱港。橫濱市1,616萬平方米的土地和110萬平方米的建築被盟軍接收，都市機能陷入癱瘓:318。盟軍將橫濱海關改為駐日盟軍總司令總部（GHQ，後搬遷至第一生命大樓）和太平洋陸軍總司令部（AFPAC）。盟軍在1950年之後才開始陸續返還在橫濱接收的土地，和日本其他主要城市相比較晚:318。1950年，日本政府制定横濱國際港都建設法，橫濱的復興開始走上正軌。1951年舊金山和約簽訂之後，盟軍佔領日本的體制宣告結束，橫濱新市長平沼亮三開始進行土地返還的準備工作。在這一年，橫濱港的管理工作由中央政府移交橫濱市政府。1952年條約生效之後，盟軍將大棧橋和山下公園等地返還給橫濱市，但現在橫濱市區現在仍有約150公頃的駐日美軍設施。1957年，横濱國際港都建設綜合基幹計劃獲得通過，是今日橫濱都市規劃的核心。

### 戰後的發展

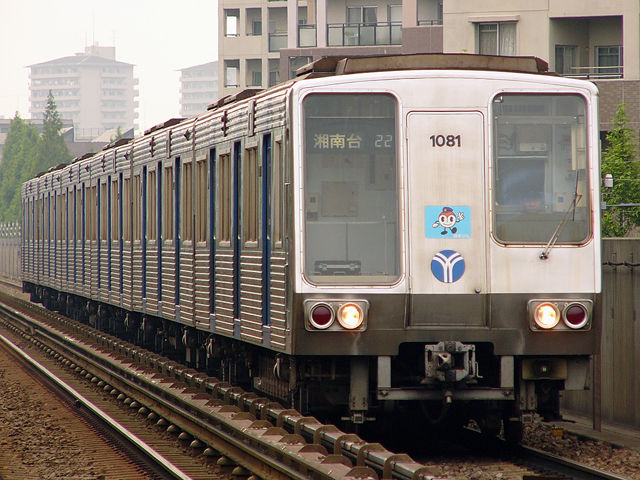
開業初期横濱市營地下鐵使用的列車

橫濱市在1956年成為日本首批政令指定都市之一。1964年，根岸線和東海道新幹線先後通車，新横濱車站開業。横濱車站西口地下街也在這一年完成，開始急速發展。兩年之後東急田園都市線開業，市轄區北部的農村地區開始發展為東京的睡城多摩田園都市。1963年，日本社會黨眾議院議員飛鳥田一雄當選橫濱市長，成為「革新首長」的代表之一。在飛鳥田市政時期，橫濱市著手進行橫濱市六大事業:319，內容包括發展橫濱港未來21地區以使市中心連為一體:44、實施金澤地先填海事業以集中中小企業、興建港北新城以抑制城市蔓延現象、横濱市營地下鐵、高速公路建設事業、横濱海灣大橋。六大事業開始於高速公路建設。1968年，神奈川縣道高速横濱羽田空港線通車。1972年横濱市營地下鐵開通和1979年橫濱橫須賀道路通車，標誌著橫濱市中心到郊外的交通大幅改善:319。
1977年，金澤地先填海工程完成。1990年大黑碼頭填海工程完成之後，橫濱的東京灣沿岸大規模填海事業基本完成。飛鳥田在擔任日本社會黨委員長重回中央政壇之後，1978年就任的新市長細鄉道一繼續專注於六大事業。1980年代，港北新城開放入住。1985年，橫濱市人口超過300萬人。1989年，為紀念設市100年和開港130年，橫濱市舉辦横濱博覽會，橫濱海灣大橋也在同年開通。1994年，鶴見翼橋通車，首都高速灣岸線工程得到進展。1990年，高秀秀信接替突然過世的細鄉擔任市長，並開始著手進行六大事業中的中心事業横濱港未來21。1993年，港未來21地區的象徵橫濱地標大廈竣工。高秀除了繼續實施六大事業之外，還新增加了港北新城和新橫濱等橫濱市北部的事業:345-346。1999年完成的橫濱動物園、橫濱國際綜合競技場、橫濱國際泳池是高秀市政的象徵。在高秀市政時期，橫濱市內相對滯後的都市計劃道路也取得了進展。

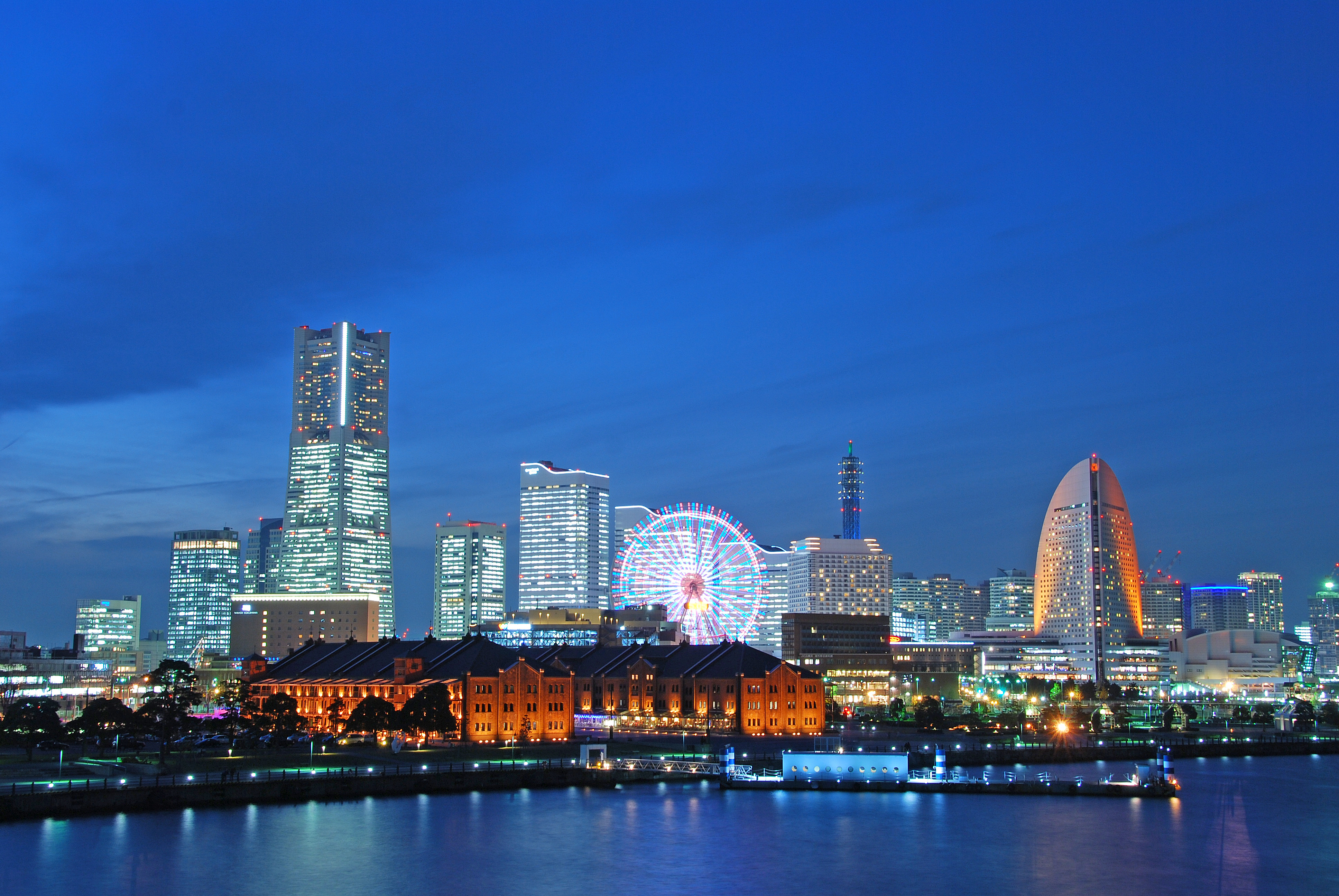
橫濱港未來21

2002年，世界盃足球賽決賽在橫濱國際綜合競技場舉行。這一年還完成了橫濱港大棧橋國際客船樞紐的重建工程。同年中田宏戰勝高秀當選橫濱市新市長。他推出了以財政改革、行政改革、医療和教育的民營化為中心的政策。2008年，橫濱市自1961年以來時隔47年成為普通交付稅不交付團體。但另一方面，都市計劃道路的修建進度則因預算減少而出現減速的情況。2009年，橫濱市迎來開港150週年和設市120週年，舉辦了開國博Y150、橫濱開港150週年紀念慶典等眾多紀念和慶祝活動，並且還實施了開港150週年紀念工程，內容包括以象鼻地區為中心的廣場和綠地工程，並重整横濱海洋塔。同年7月，中田辭去市長職務，由林文子繼任。
橫濱市在2010年11月13日至14日舉辦了2010年日本APEC峰會峰會。翌年橫濱市被指定為環境未來都市和國際戰略綜合特區。2012年，橫濱車站附近地區等地被定為特定都市再生緊急整備地域。橫濱市在2013年5月實現所有兒童均順利就讀托兒所。這一政策成就被稱為「横濱方式」。是否設置包括賭場的綜合度假村是橫濱市政在2010年代後期的主要議題之一。但隨著賭場反對派的山中竹春在2021年當選橫濱市長，綜合度假村構想已經擱淺。

## 行政区划
1889年設市之初，橫濱市面積只有橫濱港附近的5.4平方公里，人口116,193人。此後經過多次填海和市町村合併，橫濱市的轄區範圍逐漸擴大。1927年，橫濱市進行了第三次擴大，市轄區面積從36.71平方公里擴大到133.88平方公里，並開始實施區制，分為鶴見區、神奈川區、中區、保土谷區、磯子區五個區。1939年，橫濱市得到了第六次擴大，合併了都筑郡及鎌倉郡的部分地區，確立了現在的轄區範圍。1994年設立青葉區和都筑區之後，橫濱市確立了現在的18區體制，在政令指定都市中行政區數量僅次於大阪市的24區。橫濱市役所（市政府）位於中區。各區概括如下：
| 區名     | 日文名 | 讀音 | 設立年 | 面積 （平方公里） | 人口      | 人口密度 （每平方公里人口數） |
| -------- | ------ | ---- | ------ | ----------------- | --------- | ----------------------------- |
| 鶴見區   |        |      | 1927年 | 33.23             | 297,302   | 8,947                         |
| 神奈川區 |        |      | 1927年 | 23.73             | 251,671   | 10,606                        |
| 西區     |        |      | 1944年 | 7.03              | 107,365   | 15,272                        |
| 中區     |        |      | 1927年 | 21.28             | 153,528   | 7,215                         |
| 南區     |        |      | 1943年 | 12.65             | 199,593   | 15,778                        |
| 港南區   |        |      | 1969年 | 19.90             | 212,159   | 10,661                        |
| 保土谷區 |        |      | 1927年 | 21.93             | 205,388   | 9,366                         |
| 旭区     |        |      | 1969年 | 32.73             | 240,681   | 7,354                         |
| 磯子區   |        |      | 1927年 | 19.05             | 164,608   | 8,641                         |
| 金澤區   |        |      | 1948年 | 30.96             | 193,777   | 6,259                         |
| 港北區   |        |      | 1939年 | 31.40             | 365,796   | 11,650                        |
| 綠區     |        |      | 1969年 | 25.51             | 182,741   | 7,164                         |
| 青葉區   |        |      | 1994年 | 35.22             | 308,017   | 8,746                         |
| 都筑區   |        |      | 1994年 | 27.87             | 214,999   | 7,714                         |
| 戶塚區   |        |      | 1939年 | 35.79             | 282,378   | 7,890                         |
| 榮區     |        |      | 1986年 | 18.52             | 120,462   | 6,504                         |
| 泉區     |        |      | 1986年 | 23.58             | 150,473   | 6,381                         |
| 瀨谷區   |        |      | 1969年 | 17.17             | 121,185   | 7,058                         |
| 橫濱市   |        |      | 1889年 | 437.56            | 3,772,123 | 8,621                         |

## 人口
| 橫濱市人口分布圖 |                                               |  |
| 橫濱市與日本全國年齡別人口分布比較圖 （2005年資料） | 橫濱市的年齡、男女別人口分布圖 （2005年資料） |  |
| ■紫色是橫濱市 ■綠色是全国 | ■藍色是男性 ■紅色是女性                       |  |
| 橫濱市人口變化 \| 1970年 \| 2,238,253人 \| \| \| 1975年 \| 2,621,771人 \| \| \| 1980年 \| 2,773,674人 \| \| \| 1985年 \| 2,992,926人 \| \| \| 1990年 \| 3,220,331人 \| \| \| 1995年 \| 3,307,136人 \| \| \| 2000年 \| 3,426,651人 \| \| \| 2005年 \| 3,579,628人 \| \| \| 2010年 \| 3,688,773人 \| \| \| 2015年 \| 3,724,844人 \| \| \| 2020年 \| 3,777,491人 \| \| |                                               |  |
| 資料來源：日本總務省統計中心提供之人口普查數據 |                                               |  |
| 1970年 | 2,238,253人                                   |  |
| 1975年 | 2,621,771人                                   |  |
| 1980年 | 2,773,674人                                   |  |
| 1985年 | 2,992,926人                                   |  |
| 1990年 | 3,220,331人                                   |  |
| 1995年 | 3,307,136人                                   |  |
| 2000年 | 3,426,651人                                   |  |
| 2005年 | 3,579,628人                                   |  |
| 2010年 | 3,688,773人                                   |  |
| 2015年 | 3,724,844人                                   |  |
| 2020年 | 3,777,491人                                   |  |

設市時人口僅有約12萬的橫濱市在1942年達到人口100萬人大關。
二戰時期橫濱人口雖一度減少，但在1951年再次超過100萬人。1968年，橫濱人口超過200萬人，超過名古屋市成為日本人口第三多城市:307。1978年又超過大阪市，成為日本人口第二多城市，僅次於東京都區部。1986年，橫濱市人口超過300萬人:307。2022年時，橫濱市人口約有377萬人，是日本人口最多的市，超過日本人口第十多的都道府縣静岡縣。
橫濱市人口較多的理由包括市轄區面積較大（是人口第二多市大阪市面積的約兩倍）、經濟高速成長時期之後日益顯著的東京一極集中現象、相對平緩的地形方便市郊區私鐵沿線地區的住宅開發等原因。特別是田園都市線沿線地區因並無直通橫濱市中心的鐵路路線，使得這一地區有眾多居住在橫濱但卻在東京工作或就讀的「橫濱都民」:342-344。因此橫濱市白天和夜間的人口比率自二戰後至1990年代長期呈下降趨勢。21世紀後，橫濱市的晝夜人口比例轉為上升，自1995年的89.71%上升至2020年的92.55%。就行政區來看，靠近東京都的青葉區、綠區晝夜人口比例僅有約八成，衛星城色彩鮮明。與之相對的是中區、西區的晝夜人口比超過150%。外來人口的流入是戰後橫濱市人口增加的主因。除了1993年至1996年期間和2011年之外，橫濱市在戰後持續保持人口流入超過人口流出的狀態，並在1970年創出人口淨流入超過6.6萬人的記錄。
橫濱市的人口高齡化·少子化問題嚴重。由於人口的社會流入不足以填補自然減少，橫濱市在2021年轉入人口減少。2022年時，橫濱市人口中0至14歳人口佔比僅有11.8%，65歳以上人口則佔比25.2%，15至64歲人口佔比63%。2020年時，橫濱市的總和生育率有1.24，低於日本平均值1.34。總和生育率最低的區是中區，有0.95；最高的區則是戶塚區，有1.36。和少子·高齡化同時進行的是家庭規模的小型化。2021年時，橫濱市的戶均人口有2.14人，比1985年的2.91人顯著減少。單身家庭在2018年佔橫濱市家庭總數的36%，是橫濱市最多的家庭形態。
2022年時，橫濱市總人口中有98,752人是外國人。橫濱的外國人人口中以約有3.8萬人的中國人最多，其次依次是約有1.2萬人的朝鮮和韓國人、接近9,000人的越南人、超過8,000人的菲律賓人。中區、鶴見區、南區的外國人人口均超過1萬人。

## 政治

橫濱市的日本眾議院小選舉區地圖

在日本眾議院選舉中，橫濱市分屬神奈川1區、神奈川2區、神奈川3區、神奈川4區（亦包括鎌倉市、逗子市、葉山町）、神奈川5區、神奈川6區、神奈川7區、神奈川8區。這八個選舉區中，神奈川1區、2區、3區、5區、7區是自由民主黨較為強勢的選舉區，其中2區的自由民主黨候選人菅義偉更是自小選舉區制導入以來從未失手。而6區、8區、4區則是中間選民較多的選舉區，自民黨、公明黨、立憲民主黨（包括其前身民主黨、民進黨）等黨派的候選人都有過當選記錄。2014年眾議院選舉時，神奈川1、2、3、5、7區由自民黨候選人當選；6區由自民黨盟當公明黨候選人當選；8區由維新黨候選人當選；4區由無黨籍候選人淺尾慶一郎當選。2017年眾議院選舉時，自民黨仍然在1、2、3、5、7區獲勝；而4、6區則由立憲民主黨候選人當選；8區由無黨籍候選人江田憲司當選。2021年眾議院選舉時，自民黨在2、3、5、6、7區獲勝；立憲民主黨在1、4、8區獲勝。
在飛鳥田一雄於1963年當選橫濱市長之後，橫濱市一度是革新自治體的典型代表。然而1970年代中期之後，隨著革新自治體的退潮，橫濱市市長開始長期由保守派或中間派人士擔任。在2021年橫濱市長選舉中，獲得立憲民主黨、共產黨及社民黨支援的山中竹春當選。橫濱市議會共有86名議員。自民黨是市議會最大黨派，有35名議員。其次是有19名議員的立憲民主黨、有16名議員的公明黨。神奈川縣議會中，橫濱市共有41名議員。為緩解橫濱市和神奈川縣的二重行政的問題，橫濱市提出了自神奈川縣獨立，設立橫濱特別自治市的構想，並和神奈川縣另外兩個政令指定都市川崎市、相模原市共同推進特別市制度。但神奈川縣政府對此表示反對。
橫濱市2015財年市財政收入21,554.1億日元，支出21,342.56億日元，實質財政盈餘112.45億日元。實質公債費比率10.6%，將來負擔比率129.9%，這兩項數字在近年均有所改善。橫濱市的經常收支比率在政令指定都市中排名第7，財政力指數在政令指定都市中排名第6，均高於政令指定都市平均水準。但由於人口減少導致財源縮小，橫濱市長期財政狀況極為嚴峻。對此橫濱市通過財源多樣化、活用市有資產等方式試圖擴大財源。

## 經濟

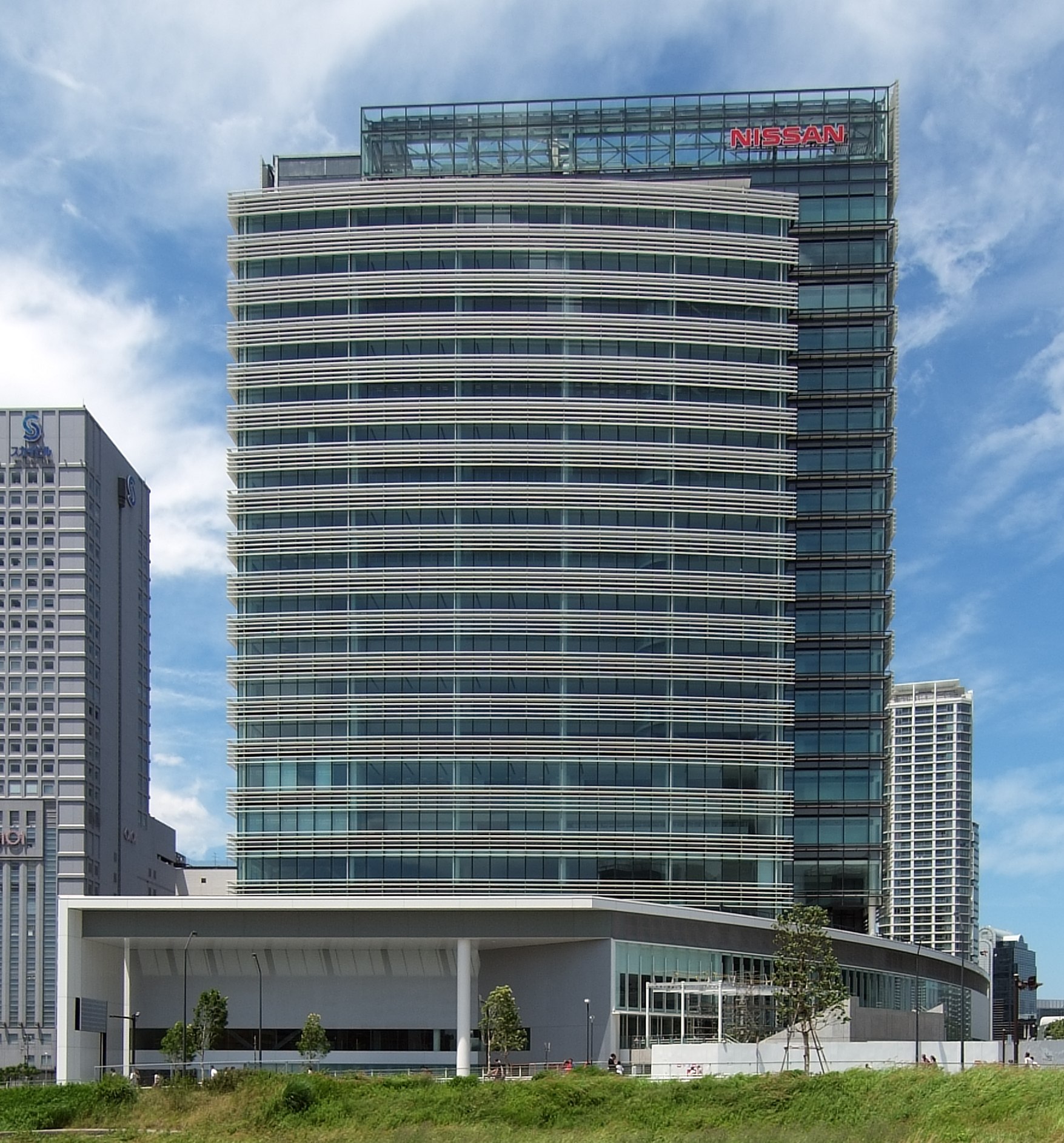
日產汽車全球總部

2019財年，橫濱市內生產總值達145,255億日元，佔神奈川縣的41.3%，日本全國的2.6%，人均市民所得則有336.5萬日元。橫濱市的市內生產總值中以不動產業比例最高，達17.5%。由於橫濱市有眾多人口雖居住在橫濱但在東京工作，因此橫濱市的市民生產總值遠超市內生產總值。橫濱市的市內生產總值排名日本第三，僅次於東京和大阪市。但市民生產總值則超過大阪市，位居第二。橫濱市的對外交流和貿易傳統使得橫濱的外資企業數量較多，位居日本第二，僅次於東京。

### 農業
橫濱市面積的7%是農地，農家有3,451戶，農家戶數和耕地面積都是神奈川縣首位，但農地面積和農戶數均呈減少趨勢。橫濱市農業屬於典型的都市型農業，以生產蔬菜等接近消費地且對新鮮度有較高要求的農產品為主。橫濱市農業生產額約有112億日元，大多都是蔬菜和水果類，其中小松菜的產量是日本第一、花椰菜的產量是日本第十。橫濱市將市內的部分耕地劃為農業專用地區，以保護橫濱的都市農業，並積極促進橫濱農產品的品牌化。

### 工業
橫濱市是京濱工業地帶的核心城市之一，製造業在橫濱經濟中有重要地位。橫濱市市內生產總值中，製造業佔約10.9%。2020年，橫濱市的工業品生產額達39,269億日元，在政令指定都市中僅次於川崎市，位居第二。橫濱市的工業品生產額中以石化業佔比最大，其次是食品加工業、交通機械。磯子區是橫濱市工業品生產額最多的區，其次是鶴見區、金澤區。橫濱市的重工業多集中在沿海地區，以鋼鐵、造船、石化、汽車為主。1960年代之後，隨著機械產業的發展，橫濱市內陸地區的工業也開始得到發展:323。現在橫濱市積極促進企業和大學等研究機關展開合作，並新設科學開拓區以吸引企業將研發機關設在橫濱，積極發展生技產業等新產業。
總部位於橫濱的大型工業企業有汽車企業日產汽車、汽車零件企業日本發條、電子企業JVC建伍、建設企業千代田化工建設、蓄電池企業古河電池、化妝品和健康食品企業芳珂、家具企業岡村製作所等。

### 服務業

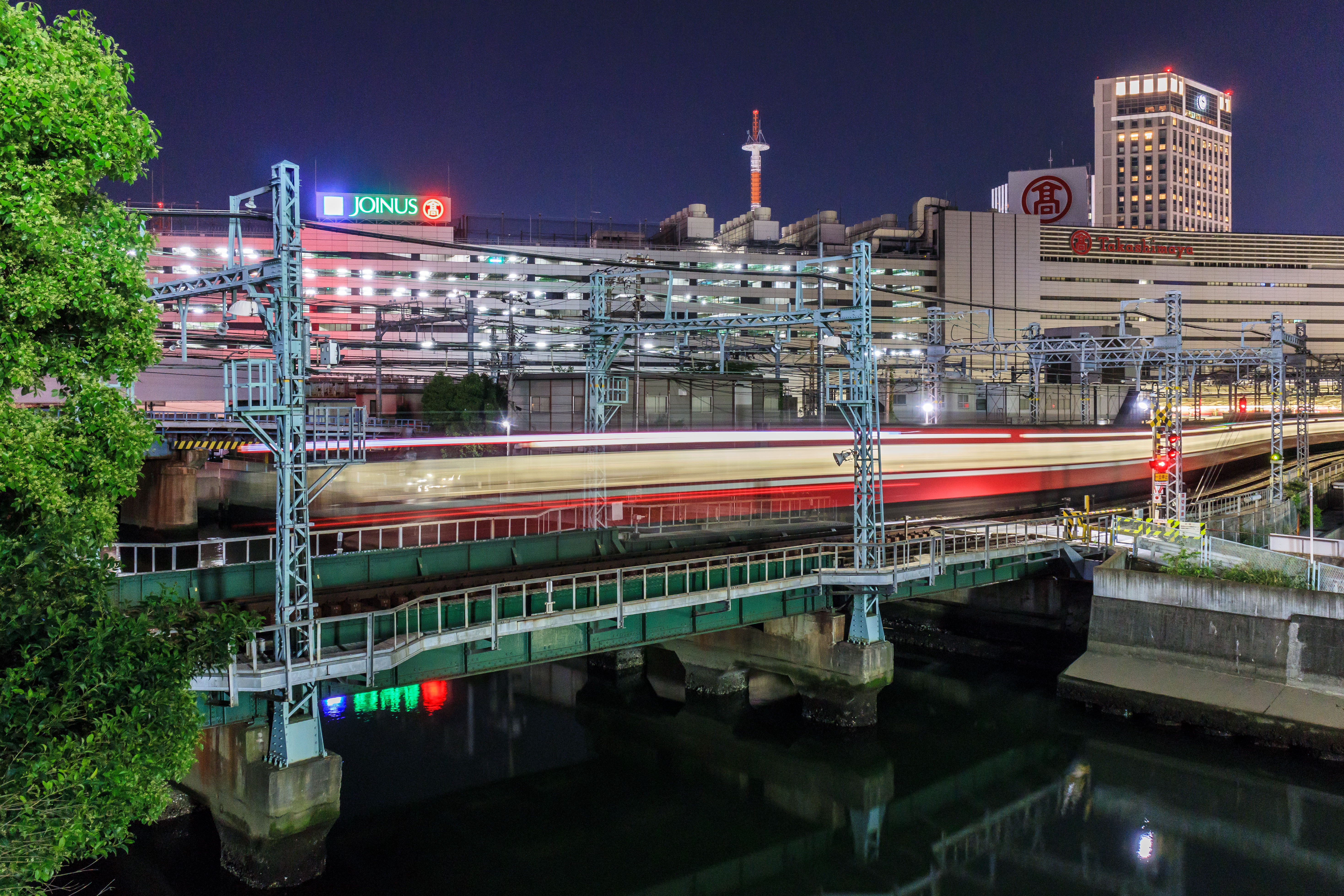
横濱高島屋

服務業在是橫濱經濟中比重最大的部分，佔橫濱市市內生產總值的近九成。總部設在橫濱的銀行有日本最大的地方銀行横濱銀行和只在神奈川縣展開業務的神奈川銀行。
橫濱市的批發業和零售業的從業者數在日本主要都市中排名第四，僅次於東京23區、大阪市和名古屋市。商品銷售額則居於第六，僅次於東京23區、大阪市、名古屋市、福岡市、札幌市。但僅看零售業的話，橫濱市則在所有政令指定都市中排名次席，僅次於大阪市。和東京都市圈的其他都市類似，由於東京的商圈吸引力巨大，使得橫濱的零售業吸引力較小，市民在東京消費的現象明顯:325。橫濱車站附近地區、關內·關外及元町地區是橫濱主要的傳統商業區。橫濱車站地區在1950年代後開始逐漸成長為橫濱市的商業中心，相模鐵道在橫濱車站西口的開發過程中有重要地位:307。關內·關外則是橫濱開港後最初得到開發的地區，至二戰前是橫濱市最主要的商業中心，但在二戰後逐漸被橫濱車站地區取代:308。近年隨著商業設施的大型化趨勢，港未來21地區和郊外的港北新城等地區亦成為橫濱主要的商業區:325。日本的兩大西服銷售企業KONAKA和AOKI控股均將總部設在橫濱市。
橫濱經濟中的信息通訊產業比重亦高於日本平均值。日本著名電子遊戲企業光榮特庫摩的總部亦位於橫濱。醫療產業是橫濱市近年較為重視的新產業。橫濱市沿海地區被日本政府認定為京濱臨海部生活創新國際戰略綜合特區，重點發展醫藥、醫療器械等產業。2014年，包括橫濱市在內的東京圈被指定為國家戰略特區。

## 文化

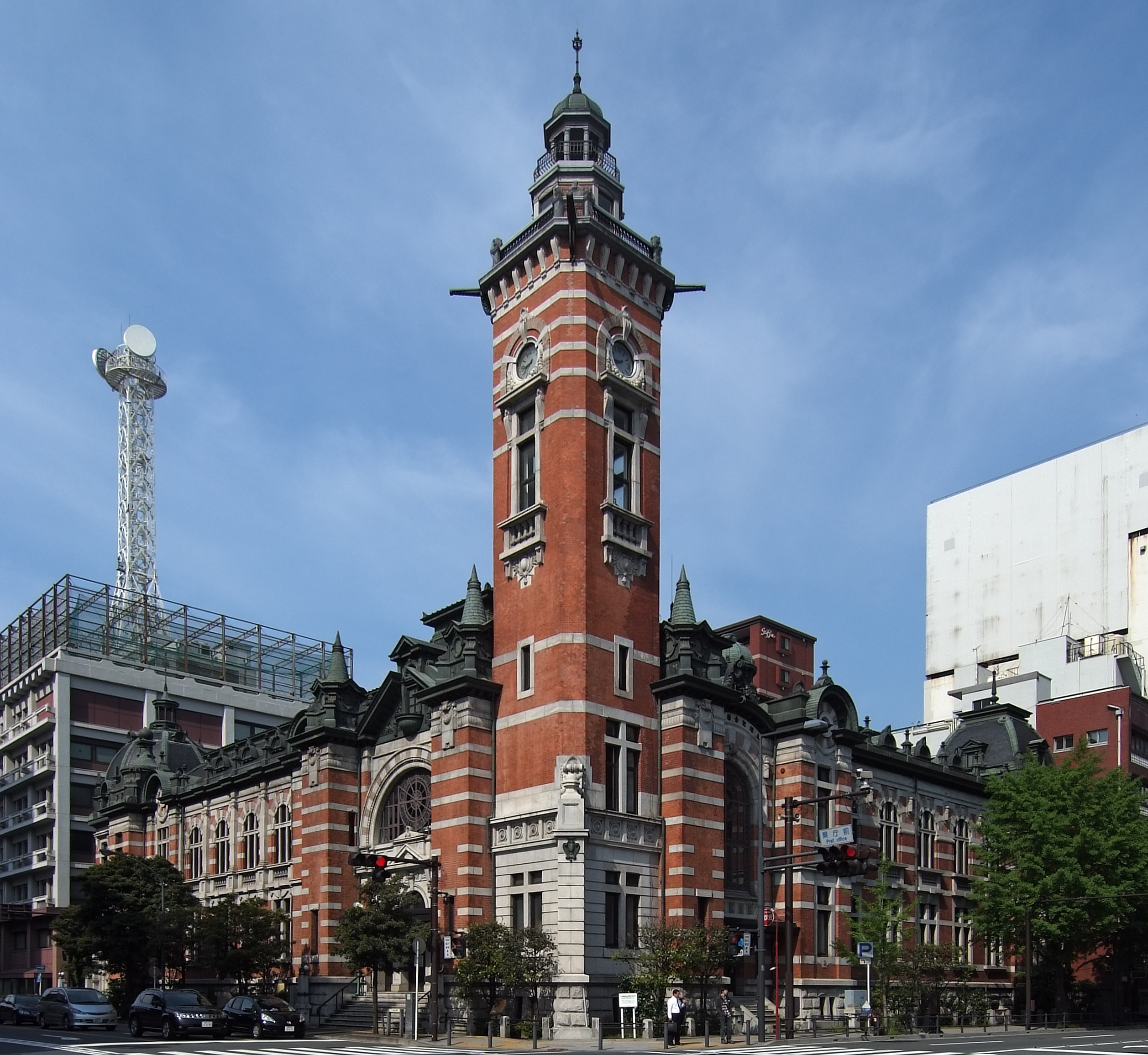
橫濱市開港紀念會館

### 方言及文學
橫濱市大部分地區的方言屬於神奈川縣方言中的橫濱川崎方言，市區西部的部分地區屬於高座戶塚方言:3。由於橫濱無論地理距離還是交通距離都是神奈川縣內距東京最近的地區，因此方言被東京方言同化程度也較為嚴重，聲調和東京方言基本相同:35-37。在橫濱開港之初，曾有在日語會話中使用外語詞彙的皮欽語現象出現，被稱為濱言葉（浜ことば）。例如用（Tankyu，取自英語Thank you）来表達感謝之意；用（Hammachi，取自英語How much）詢問價格；將櫻花稱為（Cherurii，取自英语Cherry）；將咖啡館稱為（Milk Hall）；（意為西洋式。取自英語High collar但意思發生變化。現在仍作為和製英語使用）:242-245。
橫濱出身的主要作家有獅子文六、吉川英治、島尾敏雄、角田光代、大佛次郎等人。橫濱市擁有大佛次郎紀念館、神奈川近代文學館等文學相關的博物館，收藏展示和橫濱市及神奈川縣有關的作家文學藏品。橫濱也作為故事的舞台出現在三島由紀夫、谷崎潤一郎等文豪的筆下。

### 博物館及圖書館

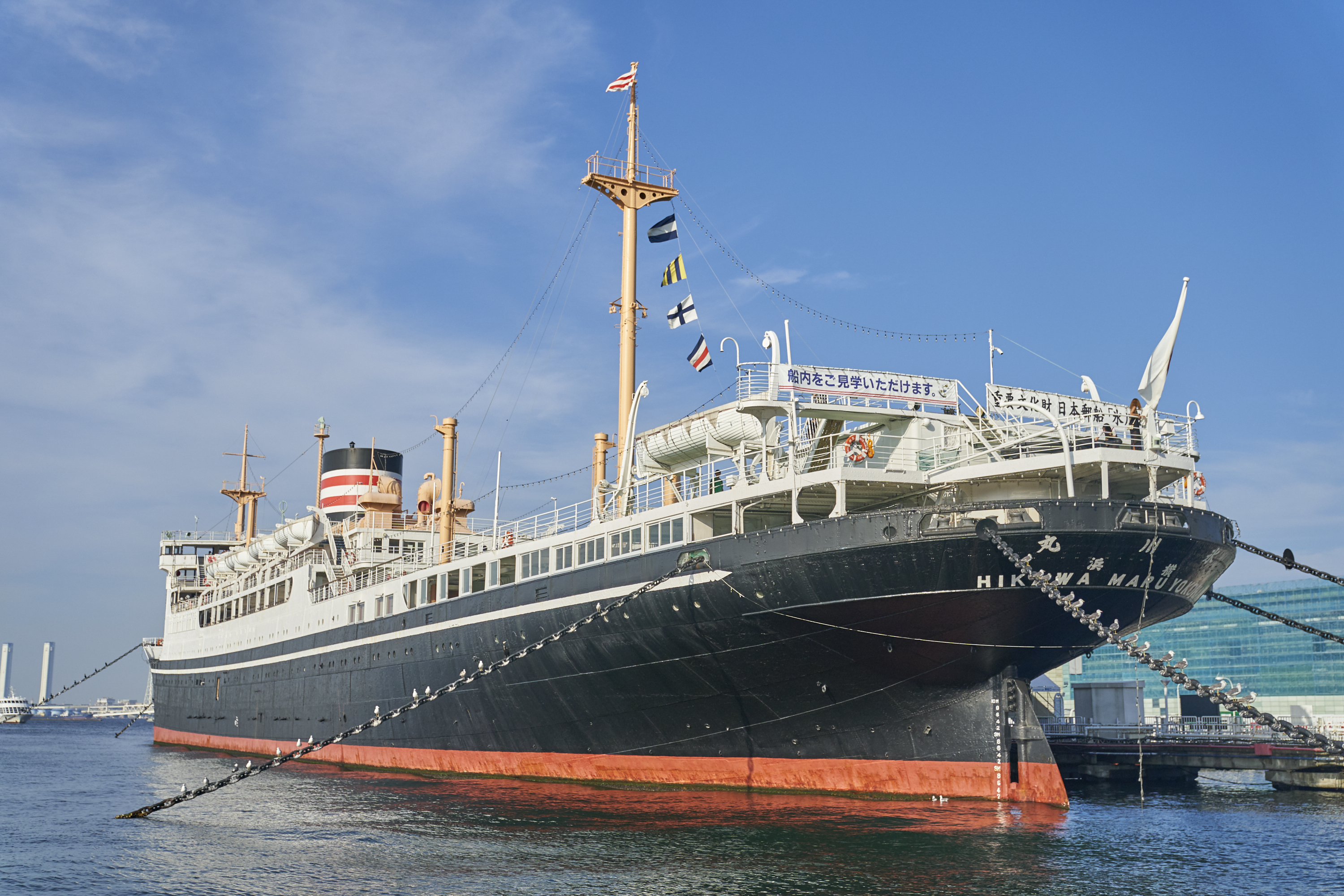
冰川丸

橫濱市有46座博物館、20座公立博物館、一艘船舶博物館冰川丸。開設於1967年的神奈川縣立歷史博物館及開設於1995年的橫濱市歷史博物館是橫濱市的兩大綜合博物館，前者是日本最著名的巴洛克風格建築之一。橫濱市內還有三菱港未來技術館、日本郵船歷史博物館、日產引擎博物館等企業博物館等企業博物館，以及橫濱港博物館、橫濱都市發展紀念館、橫濱開港資料館等主題博物館。由丹下健三都市建築設計事務所設計的橫濱美術館是橫濱市最大的美術館。橫濱市開港紀念會館修建於1914年至1917年，是橫濱三塔之一，亦是日本的重要文化財。
橫濱市立圖書館中的中央圖書館位於西區，並在橫濱市18個區均設有分館。市立圖書館的藏書數超過400萬冊。神奈川縣立圖書館本館位於橫濱市西區紅葉丘，建築由前川國男設計。2022年，神奈川縣立圖書館本館新館竣工。位於橫濱市中區的放送圖書館專門蒐集電視廣播的歷史資料，並向公眾免費開放。

### 媒體
總部設在橫濱的主要媒體有神奈川縣唯一的地方報紙，以每年夏季舉辦煙花大會而著稱的神奈川新聞；1972年開播，播出範圍包括神奈川縣全縣及附近地區的神奈川電視台；1985年開播，播出範圍包括神奈川縣全縣及周邊都縣的Fm yokohama。神奈川電視台在音樂節目有著濃厚傳統，製作過《saku saku》等眾多音樂節目:129。NHK設有橫濱放送局，但僅製作廣播節目。

家系拉麵是橫濱市最具代表性的日本拉麵

### 節慶活動
橫濱是西洋文化流入日本的窗口，使得橫濱擁有眾多「日本最初」的紀錄，如日本最早的照相館、日本最初的冰激凌等。而為了紀念橫濱在1859年對外開港的活動橫濱開港祭是橫濱市民規模最大的集體活動。橫濱開港祭自1981年開始舉辦，在橫濱開港紀念日的每年6月2日前後舉辦，象徵橫濱夏季的到來。

### 飲食
橫濱的飲食文化融入了眾多西餐和中餐色彩。例如日式拿坡里義大利麵就是橫濱發祥的西洋麵食。生碼麺則是起源於中餐名店聘珍樓，擁有濃厚中國色彩的橫濱發祥麵食。起源於吉村家的家系拉麵以豬骨醬油湯頭著稱，是橫濱發祥的一大日本拉麵流派。

## 教育

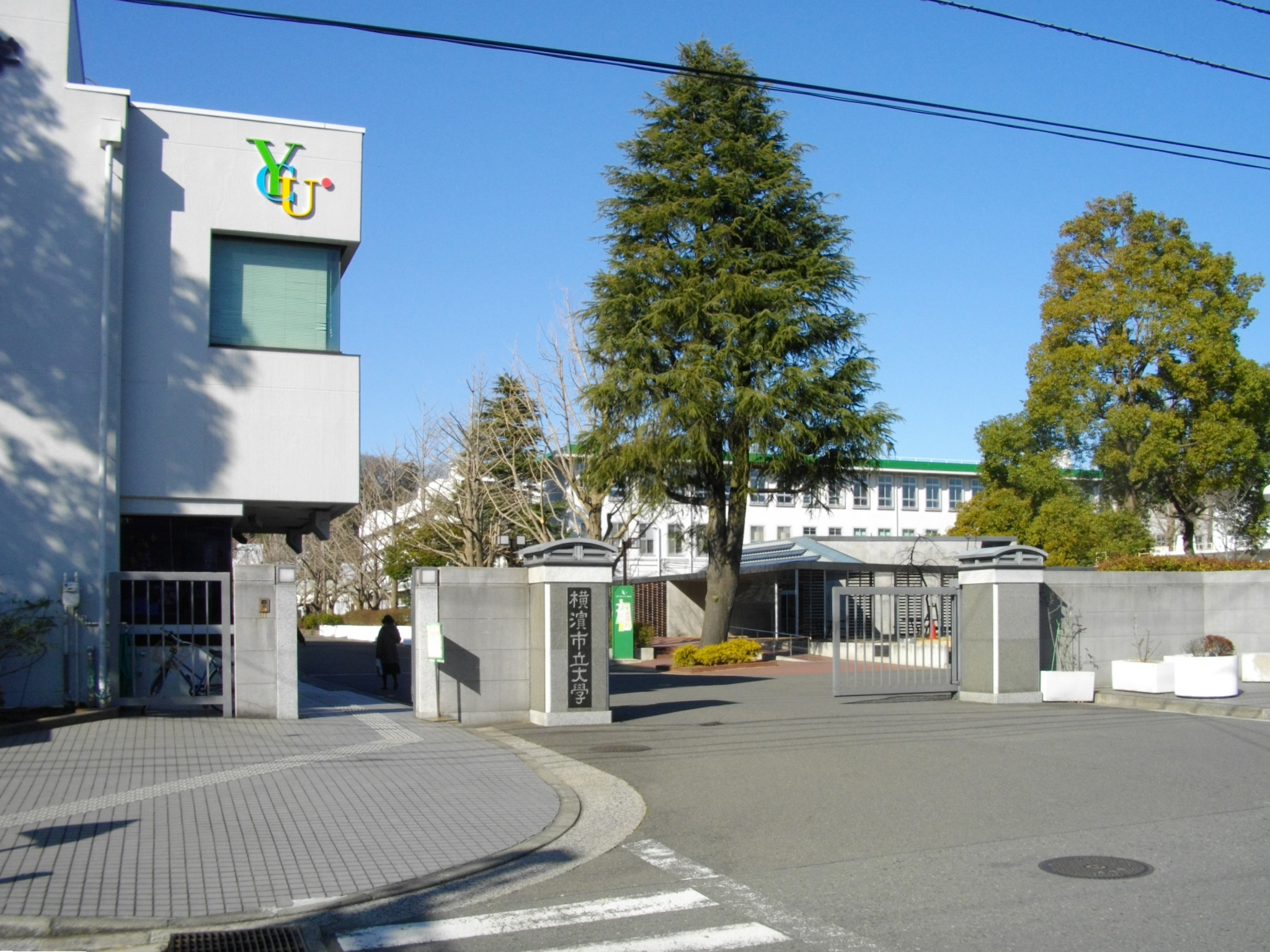
橫濱市立大學

橫濱市內有351座小學、177所中學校和92所高等學校，大學數量有20所。橫濱國立大學創建於1949年，總部位於保土谷區。橫濱國立大學的前身包括神奈川師範學校、橫濱高等商業學校、橫濱工業專門學校，是日本的國立大學中唯一一座校名有「國立」二字的大學，也是唯一一座總部位於橫濱市的國立大學。現在橫濱國立大學設有教育、經濟、經營、理工、都市科學五個學部，學生人數近萬人。橫濱市立大學是橫濱唯一的公立大學，總部位於金澤區。橫濱市立大學的前身是成立於1882年的橫濱商法學校，並在1949年改為大學，目前設有国际教养学部、国际商学部、理学部、情报科学部和医学部共5个学部，學生人數超過5,000人。橫濱市內主要的私立大學有成立於1928年神奈川大學；成立於1884年，在1994年升格為大學的關東學院大學等學校。此外東京工業大學、慶應義塾大学等大學也在橫濱設有校區。

## 體育

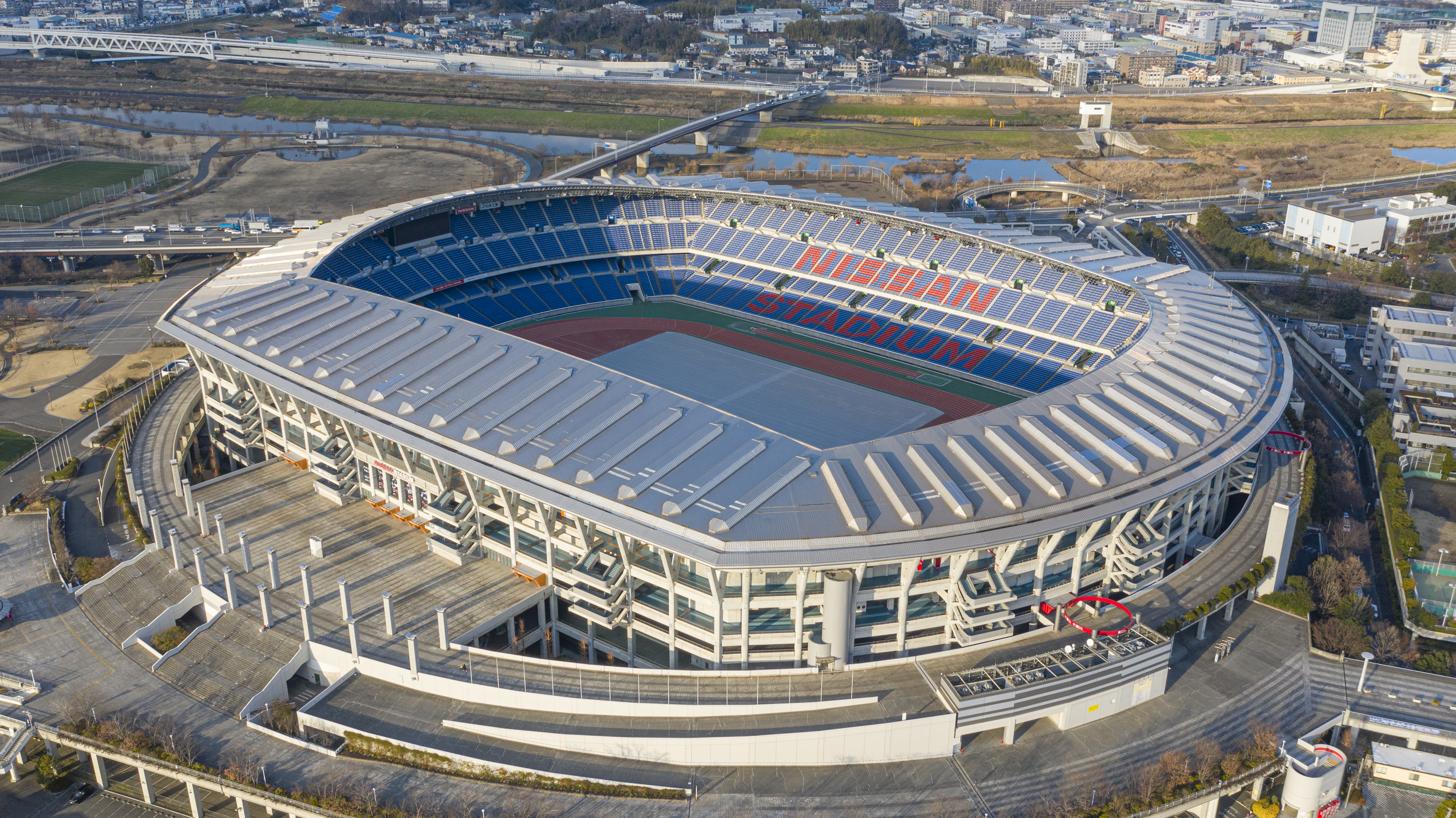
日產體育場

橫濱DeNA海灣之星是橫濱市唯一的日本職棒球隊，其前身是主場位於川崎市的大洋鯨（大洋ホエールズ）。1978年，大洋鯨主場搬遷到橫濱，並改名橫濱大洋鯨。1993年再改名為橫濱海灣之星（横浜ベイスターズ）。在2000年代，由於球隊成績長期低迷，橫濱海灣之星的大股東TBS將持有大大部分部分出售給DeNA，球隊隊名改為現在的橫濱DeNA海灣之星。橫濱球場是橫濱海灣之星的主場球場，也是日本第一座多功能棒球場。橫濱中學校及高等學校是日本高中棒球界豪強之一，曾兩度獲得全國高等學校棒球錦標賽冠軍。
橫濱市現在有三家參加日本職業足球聯賽的球隊。分別是參加J1聯賽的橫濱水手及橫濱FC，以及參加J3聯賽的橫濱SCC。橫濱水手是日本足壇強隊，截止2022賽季已五度贏得J1聯賽冠軍。橫濱市內的橫濱國際綜合競技場（又名為日產球場）可容納超過70,000名觀眾，是2002年世界盃足球賽和2019年世界盃欖球賽舉行場地之一，更是決賽舉行球場。日產球場還舉辦過其中八次國際足協世界冠軍球會盃（2005-2008年，2011年、2012年、2015年、2016年）以及三次洲際盃足球賽（2002-2004年）。現在日產球場是橫濱水手的主場球場。橫濱海盜則是橫濱唯一的日本職籃球隊。橫濱市還每年舉辦橫濱馬拉松等市民直接參加的體育活動。

## 旅遊

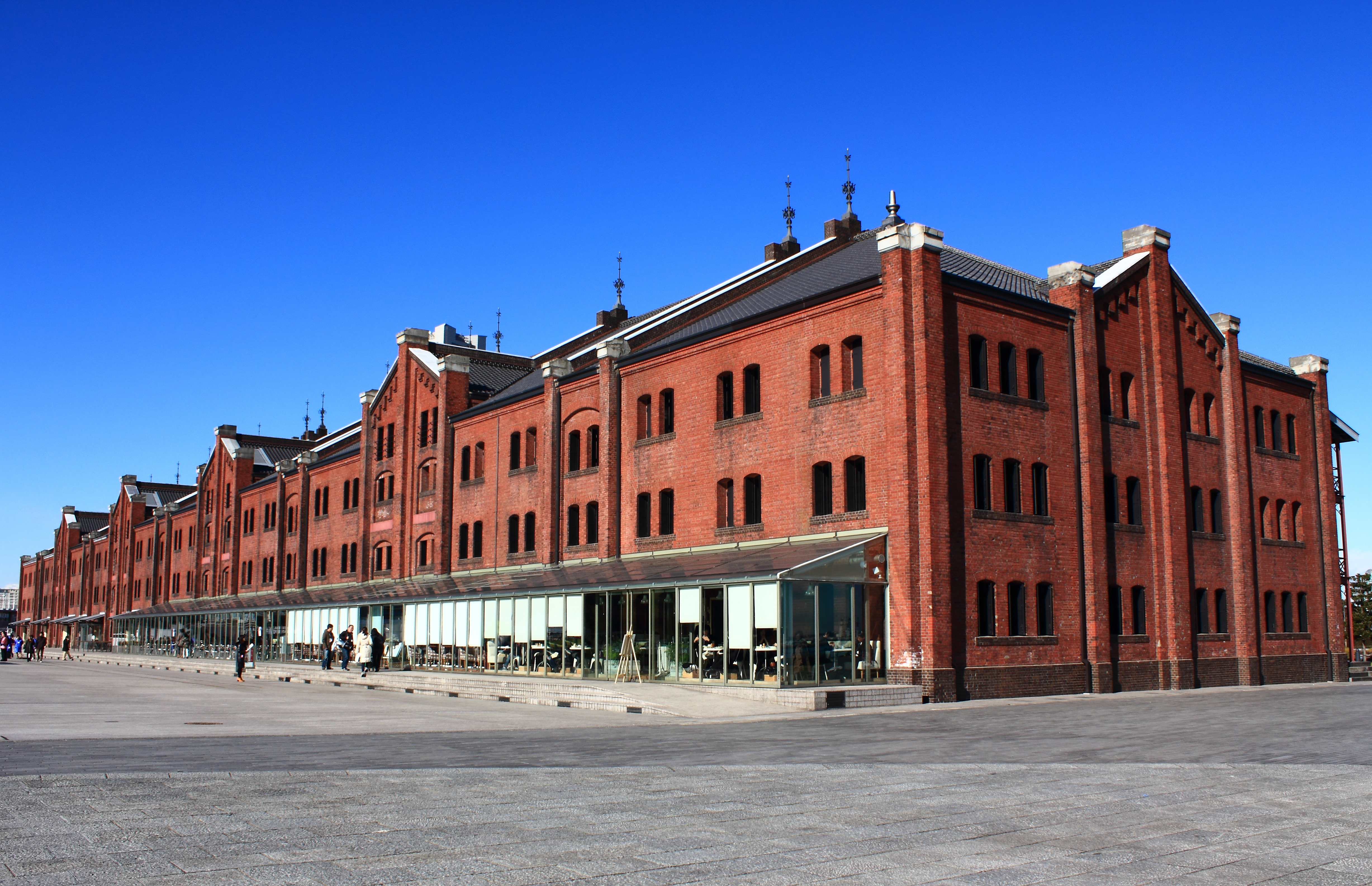
横濱紅磚倉庫

橫濱市因其便利的交通和豐富的旅遊資源而吸引了眾多遊客。2019年，到訪橫濱市的遊客數達3,634萬人，其中有524萬人在橫濱市住宿，為橫濱市帶來3,762億日元的消費。橫濱雖然是自近代開始興起的城市，但亦有歷史可追溯至鎌倉時代的古剎稱名寺。與稱名寺相鄰的金澤文庫是橫濱市重要的博物館兼圖書館，收藏有包括日本國寶「金澤文庫文書」在內的眾多珍貴文物。中區的三溪園是一座修建於20世紀初期的典型傳統日式庭園，曾是企業家原富太郎的邸宅，擁有很高的文化價值，被日本政府指定為名勝。
開港的歷史使得橫濱擁有眾多頗具外國色彩的旅遊景點。橫濱中華街形成於19世紀後期，是日本三大中華街之一，也是日本規模最大的中華街。橫濱中華街集中了以中餐廳為主的各類店鋪，其中有12家店鋪的歷史已超過半個世紀。橫濱中華街的遊客中，95%都不是中國人，在世界的唐人街中頗為罕見。橫濱亦擁有眾多西洋式建築，元町公園內保存有貝瑞克廳、埃利斯曼邸、山手234號館等西洋式建築。山下公園是關東大地震之後的復興事業的一部分，現在已成為日本最著名的都市公園之一。緊鄰山下公園的橫濱海洋塔興建於1961年，是橫濱開港100週年紀念事業的一部分，被選入「戀人的聖地」。在經過翻新後，橫濱海洋塔在2022年重新開放。橫濱港未來21已成長為橫濱新的主要觀光地區。位於港未來21地區的橫濱紅磚倉庫成功從廢舊倉儲設施轉型為觀光景點，獲得BCS賞和聯合國教科文組織亞太遺產獎的肯定。位於金澤區的橫濱八景島海島樂園設有四個水族館，規模處於日本前列。

## 交通
橫濱市海陸交通均十分發達，但由於橫濱市域屬於美軍控制的橫田空域內，橫濱市轄區內沒有機場，距橫濱最近的機場是東京國際機場（羽田機場）。

### 鐵路

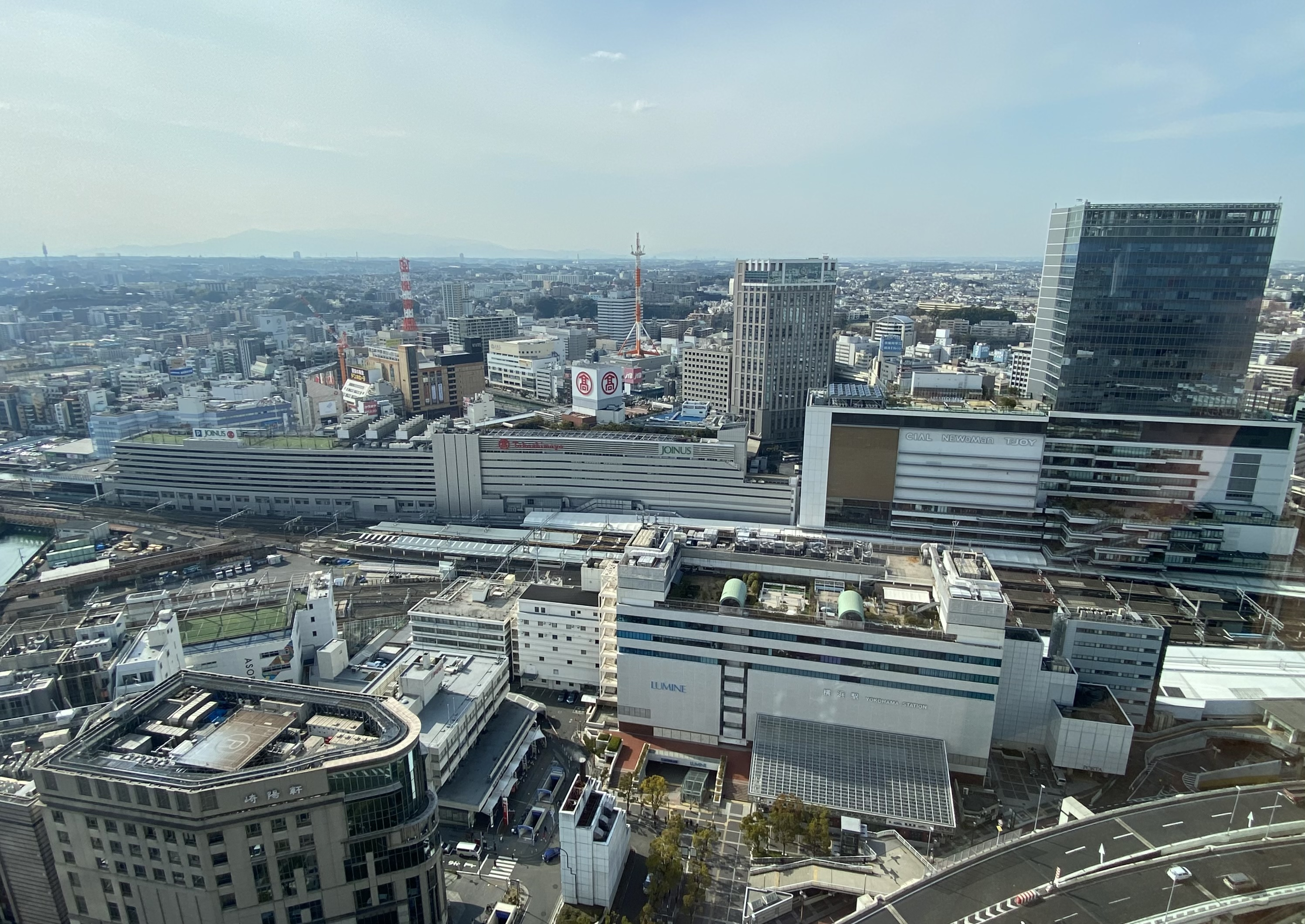
橫濱車站

橫濱車站是橫濱市鐵路交通的中心，在1928年搬遷至現址。2020財年時，橫濱車站日均乘客數超過78萬人次。東日本旅客鐵道（JR東日本）的鐵路路線中途徑橫濱市的路線有東海道本線、横須賀線、京濱東北線、根岸線、横濱線、南武線、鶴見線。東海旅客鐵道（JR東海）的東海道新幹線亦途徑橫濱市，所有的希望號列車均在新橫濱車站停車。大手私鐵中，京濱急行電鐵（京急本線和逗子線）、東急電鐵（東横線、目黑線、田園都市線、子供之國線）、相模鐵道（相鐵本線、泉野線、相鐵新橫濱線）有線路途徑橫濱市轄區。近年JR東日本、相鐵、東急三家企業共同修建包括相鐵·JR直通線、相鐵新橫濱線和東急新橫濱線在內的神奈川東部方面線，使相鐵列車得以通過JR東日本和東急電鐵直通運轉進入東京都心。
横滨市营地铁由橫濱市交通局運營，包括藍線和綠線兩條路線。2021財年，兩條路線全長53.4公里，每日平均有約55萬人乘車。除了JR、大手私鐵及橫濱市營地鐵之外，橫濱市內的其他鐵路路線還有由橫濱高速鐵道經營、連接橫濱車站和橫濱中華街的港未來線（實際上和東橫線一體運行），以及橫濱海岸線經營的AGT金澤海岸線。

### 公路及巴士
橫濱市內公路總長度有7,869,274米。橫濱市的公路發展情況較為滯後，市內的廣域高速公路僅有東名高速道路一條，市區及城際高速公路則有隸屬首都高轄下的數條都市高速道路。現正進行的首都圈三環狀道路工程在橫濱市內的主要部分是橫濱環狀南線，竣工之後將成為圈央道的一部分，改善橫濱市郊外的交通。
橫濱市營巴士是由橫濱市交通局運營的公營巴士。2021財年時，橫濱市營巴士有793輛車輛投入使用，路線總延長超過516公里，年乘客人數超過1億人次。橫濱市的民營巴士業者包括京濱急行巴士、川崎鶴見臨港巴士、東急巴士的巴士路線亦主要集中在川崎市和橫濱市北部的東急沿線地區、相鐵巴士等企業。

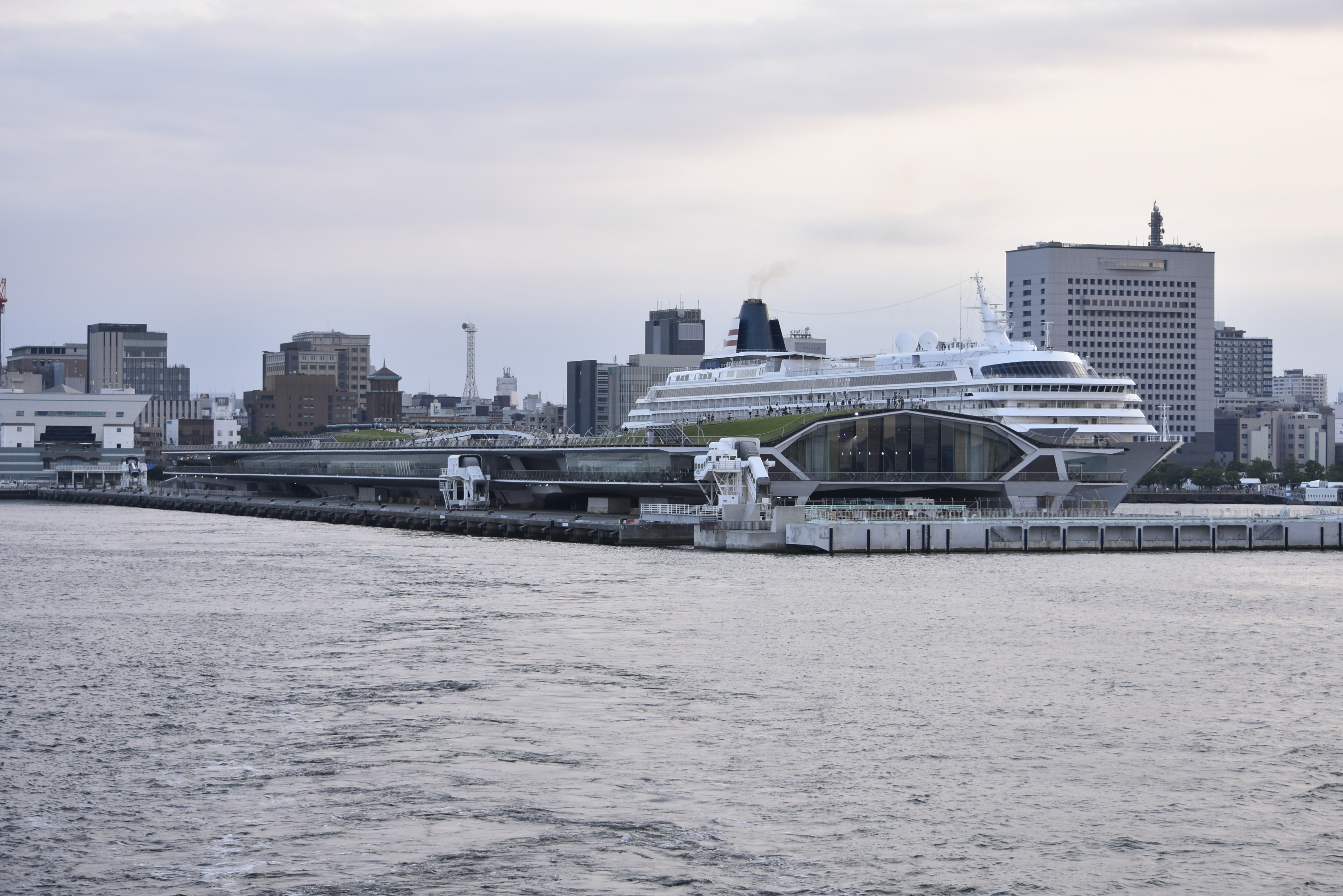
横濱港大棧橋

### 水運
橫濱港開港於1859年，是幕末時期日本最早對外開放的五個港口之一。在開港之初到昭和初期，橫濱港主要進口棉花等原材料和鐵類、機械等物品，出口生絲等產品。二戰之後橫濱港幾乎全部被美軍接收，現橫濱港仍有部分設施由美軍管理。1950年代後，隨著京濱工業地帶的發展，橫濱港發展為工業港。現在橫濱港的港灣區域面積達7,315.9公頃，擁有多個複合型貨櫃碼頭群，被選為國際貨櫃戰略港灣，並且還和東京港一併被指定為超級中樞港灣，在日本的物流體系中有重要地位。2021年，橫濱港的貨櫃作業效率被評為世界第一。同年橫濱港入港船舶數超過三萬艘，貨物吞吐量達1億480萬噸。主要出口貨物是汽車、汽車零部件，主要進口貨物是石油、液化天然氣。現在橫濱港仍在進行碼頭整合和擴建，以進一步強化貨運機能。橫濱港也是重要的客運港。2019年，橫濱港的外國籍郵輪停靠次數達188次，在日本港口名列第三位。橫濱市亦積極擴建橫濱港的客運碼頭，試圖提高橫濱港的國際競爭力。

## 國際交往
作為日本開國後最早開港的港口之一，橫濱市曾經聚集了包括英國、美國在內的眾多國家的領事館。現在韓國在橫濱市設有總領事館。中華民國（台灣）在橫濱設有經濟文化代表處橫濱分處，功能等同於領事館。橫濱市在上海、法蘭克福、孟買設有事務所。橫濱港亦和溫哥華港、奧克蘭港、上海港、大連港、漢堡港、墨爾本港有合作關係。

### 姊妹都市、友好都市
橫濱市有7個姊妹都市、1個友好都市：
| 國家           | 城市                             | 締結年 | 關係     |
| -------------- | -------------------------------- | ------ | -------- |
| 美国           | 聖地牙哥（加利福尼亞州）         | 1957年 | 姊妹都市 |
| 法國           | 里昂（奧弗涅-羅納-阿爾卑斯大區） | 1959年 | 姊妹都市 |
| 印度           | 孟買（馬哈拉施特拉邦）           | 1965年 | 姊妹都市 |
| 菲律賓         | 馬尼拉（馬尼拉大都會）           | 1965年 | 姊妹都市 |
| 乌克兰         | 敖德薩（敖德薩州）               | 1965年 | 姊妹都市 |
| 加拿大         | 溫哥華（卑詩省）                 | 1965年 | 姊妹都市 |
| 中华人民共和国 | 上海市                           | 1973年 | 友好都市 |
| 羅馬尼亞       | 康斯坦察（康斯坦察縣）           | 2009年 | 姊妹都市 |

此外橫濱市還和北京市、台北市、釜山廣域市、胡志明市、河內市、仁川廣域市、法蘭克福有夥伴城市的關係。

## 外部連結
- 官方网站（日語、英語、中文和韓語）
- 橫濱市廣報課的X（前Twitter）（日語）
- 橫濱市總務局危機管理室的X（前Twitter）（日語）
- 中的“横滨市”（英文）
- OpenStreetMap上有關横滨市的地理
- 橫濱市觀光資訊網站 （页面存档备份，存于） （日語、英語、中文、中文和韓語）